# Comté de Reeves
Pour les articles homonymes, voir Reeves.
Le comté de Reeves, en anglais : Reeves County, est un comté situé dans l'ouest de l'État du Texas aux États-Unis. Fondé le 14 avril 1883, son siège de comté est la ville de Pecos. Selon le recensement des États-Unis de 2020, sa population est de 14 748 habitants. Le comté a une superficie de 6 842,8 km2, dont 6 825,5 km2 en surfaces terrestres. Il est baptisé à la mémoire du colonel George R. Reeves (en).

## Organisation du comté
Le comté est fondé le 14 avril 1883, à partir des terres du comté de Pecos. Il est définitivement organisé et autonome, le 4 novembre 1884. 
Le comté est baptisé en référence à George R. Reeves (en), colonel de l'armée des États confédérés d'Amérique, durant la guerre de Sécession, puis président de la Chambre des représentants du Texas,.

## Géographie

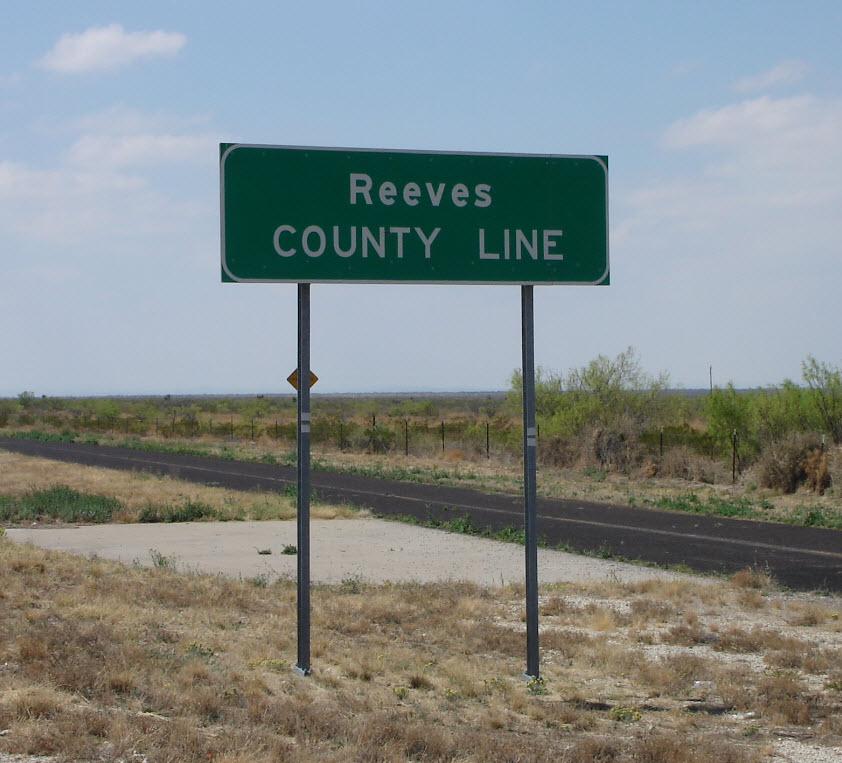
Panneau de signalisation d'entrée dans le comté.

Le comté de Reeves se situe à l'ouest de l'État du Texas, aux États-Unis,. Il se trouve dans la région du Trans-Pecos et est bordé du nord à l'est par la rivière Pecos qui forme la frontière avec les comtés de Loving et Ward.
Il a une superficie totale de 6 842,8 km2, composée de 6 825,5 km2 de terres et de 17,3 km2 de zones aquatiques.

## Comtés limitrophes
|                    | Comté d'Eddy Nouveau-Mexique       |                               |
| Comté de Culberson | comté de Reeves                    | Comté de Loving Comté de Ward |
|                    | Comté de Pecos Comté de Jeff Davis |                               |

## Démographie
Lors du recensement de 2010, le comté comptait une population de 13 783 habitants. Elle est estimée, en 2017, à 15 281 habitants,.
| Groupes           | Comté de Reeves | Texas | États-Unis |
| ----------------- | --------------- | ----- | ---------- |
| Blancs            | 77,2            | 70,4  | 72,4       |
| Autres            | 14,9            | 10,6  | 6,4        |
| Afro-Américains   | 5,0             | 11,9  | 12,6       |
| Métis             | 1,5             | 2,5   | 2,7        |
| Asiatiques        | 0,9             | 3,8   | 4,8        |
| Amérindiens       | 0,5             | 0,7   | 0,9        |
| Total             | 100             | 100   | 100        |
|                   |                 |       |            |
| Latino-Américains | 74,2            | 37,6  | 16,7       |

Pyramide des âges du comté de Reeves (2000).

Selon l'American Community Survey, pour la période 2011-2015, 61,55 % de la population âgée de plus de 5 ans déclare parler l’espagnol à la maison, alors que 37,26 % déclare parler anglais et 1,19 % une autre langue.